# Ракова (приток Большой Чачи)
Ра́кова — река в Холмогорском районе Архангельской области, правый приток реки Большая Чача (бассейн Северной Двины).

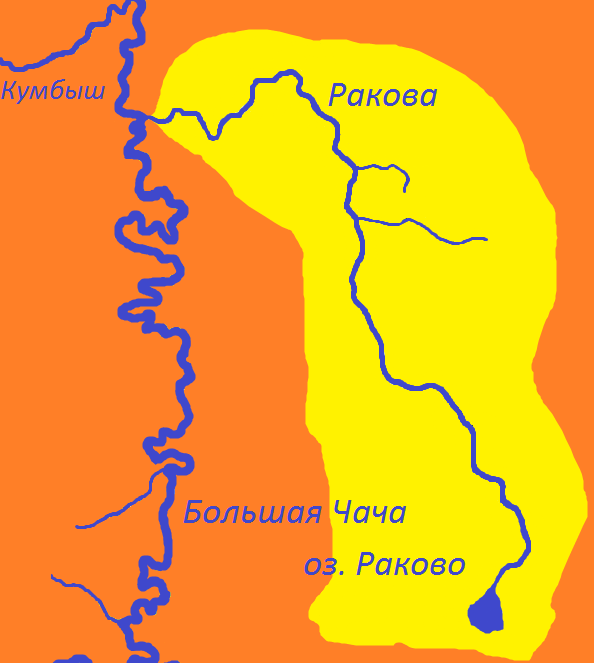
Бассейн р. Ракова

Длина реки — 13 км. Ракова вытекает из озера Раково, которое находится на юге Холмогорского района Архангельской области. Высота истока — 24 м над уровнем моря. Течёт по лесистой ненаселённой местности около болота Раковское. Ширина реки на всём протяжении — около 5 м. Русло извилистое, основное направление — северо-запад. Впадает в реку Большая Чача в 37 км от устья. Высота устья 14 метров над уровнем моря.